# Binnenreim
Ein Binnenreim ist in der Verslehre eine Form des Reims, bei der die Reimwörter ganz oder teilweise im Versinneren stehen. Beim Binnenreim im engeren Sinn stehen die Reimwörter im Inneren desselben Verses:
Die Welt versöhnt und übertönt der Geist

– Theodor Däubler: Nordlicht
Nach der jeweiligen Stellung der Reimwörter werden mehrere Formen des Binnenreims unterschieden:

Innenreim oder Inreim: Reimwörter am Versende und im Versinneren desselben Verses:
Eine starke, schwarze Barke

Segelt trauervoll dahin.

Die verstummten und vermummten

Leichenhüter sitzen drin.

– Heinrich Heine: Childe Harold

Mittelreim: Reimwörter im Inneren aufeinanderfolgender Verse:
Und lehret die Mädchen

und wehret den Knaben

– Friedrich Schiller: Das Lied von der Glocke
Eine Sonderform des Mittelreims ist der Zäsurreim, bei dem die Reimwörter die Zäsur zweier Verse markieren:
Uns ist in alten mæren wunders vil geseit

von helden lobebæren, von grôzer arebeit

– Nibelungenlied

Mittenreim: ein Wort am Versende reimt mit einem Wort im Inneren des folgenden oder vorangehenden Verses:
Sei allem Abschied voran, als wäre er hinter

dir, wie der Winter, der eben geht.

– Rainer Maria Rilke: Die Sonette an Orpheus
Mittenreim und Mittelreim sollten unterschieden werden, werden allerdings häufig verwechselt.

Schlagreim: Reimwörter folgen unmittelbar aufeinander:
Als ob es tausend Stäbe gäbe

–Rainer Maria Rilke: Der Panther
Der Schlagreim findet sich häufiger im späteren Minnesang, etwa bei Walther von der Vogelweide und bei Konrad von Würzburg. Weitere Beispiele im Barock und bis in die Gegenwart in humoristischer Lyrik.
Eine Sonderform des Schlagreims ist der Echoreim, bei dem die Wiederholung der Reimsilben ein Echo nachbildet:

Ein Schlagreim, bei dem die Reimwörter durch ein Versende getrennt sind, also das letzte Wort eines Verses mit dem ersten des folgenden Verses reimt, wird als übergehender oder überschlagender Reim bezeichnet:
Mensch wilt du volgen meiner ler

ker dich vor arger tat,

rat ich dir hie mit trew

rew hab uber dein schuld

huld macht du dort erlangen wol.

– J. Schiller: Marienpreis
Das cynghanedd der walisischen Verslehre ist eine streng festgelegte Kombination aus Binnenreim und Konsonanz (Konsonantenübereinstimmungen).